# Une belle garce (film, 1931)
Pour les articles homonymes, voir Une belle garce.
Pour plus de détails, voir Fiche technique et Distribution.
Une belle garce est un film français de Marco de Gastyne, sorti en 1931.
Il est adapté du roman éponyme de Charles-Henry Hirsch qui sera à nouveau porté à l'écran en 1948 par Jacques Daroy (voir Une belle garce).

## Fiche technique
- Titre original : Une belle garce
- Réalisation : Marco de Gastyne
- Scénario : adapté du roman éponyme de Charles-Henry Hirsch
- Photographie : Georges Asselin et Georges Benoît
- Décors : Guy de Gastyne
- Société de production : Pathé-Nathan
- Pays d'origine : France
- Langue originale : français
- Format : Noir et blanc — 35 mm — 1,37:1 — Son mono
- Genre : Comédie dramatique
- Durée : 92 minutes[2]
- Date de sortie : France : 19 décembre 1930 selon l'IMDb[3], 1931 selon la BiFi[4]
- Affiche : Roger Cartier (France)

## Distribution
- Gina Manès : Rosita Roux
- Gabriel Gabrio : le dompteur Rabbas
- Georges Paulais : le clown Armand
- Simone Genevois : Nana
- Gil Clary : Mme Rabbas
- Georges Benoît
- Jouviano : Pietro/le dompteur
- Georges Martel : le capitaine Courle
- Paul Quevedo : Léo Rabbas
- Raymonde Sonny : Lili